# إبراهيم متفرقة

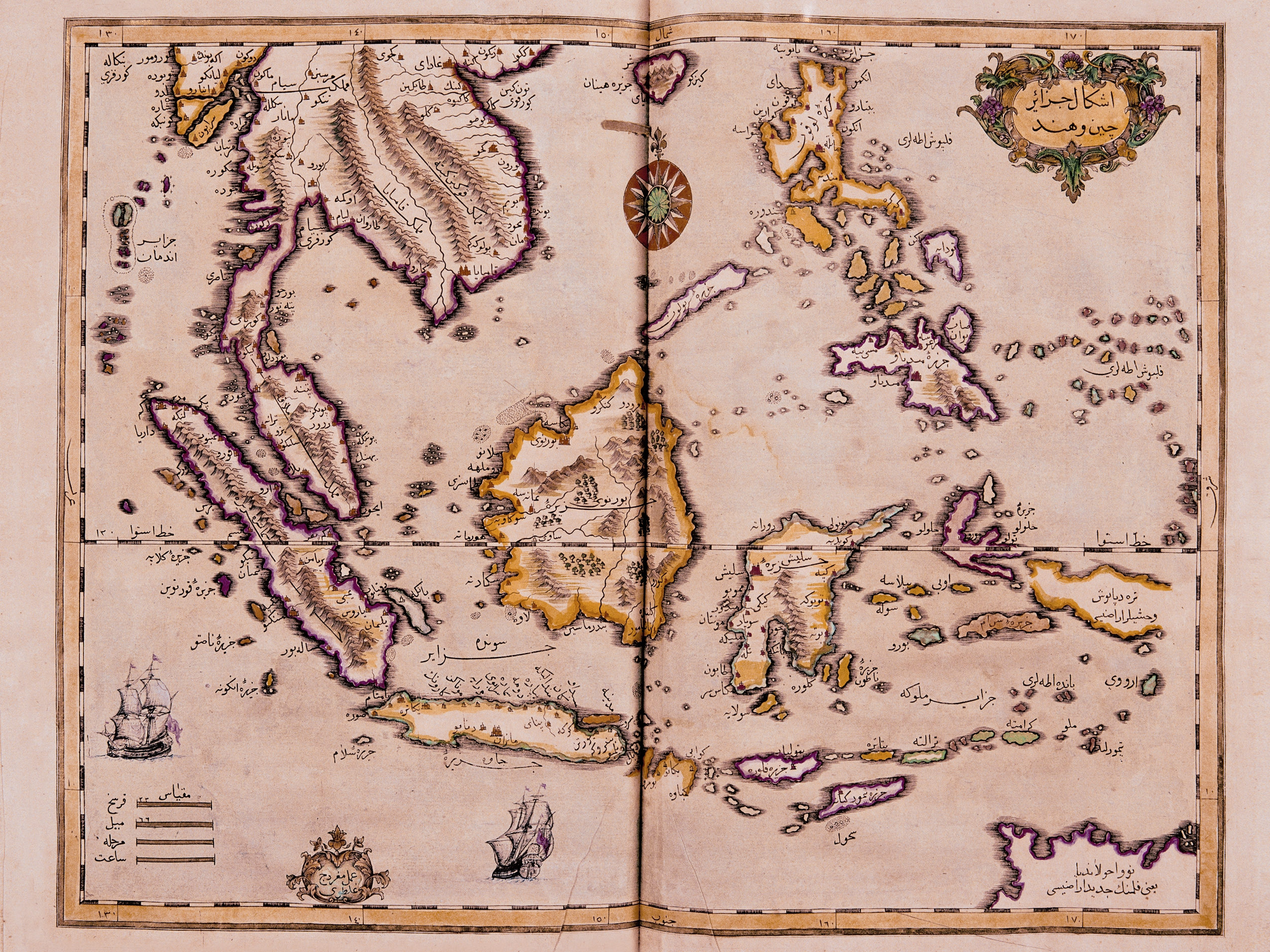
أحد أعمال إبراهيم متفرقة

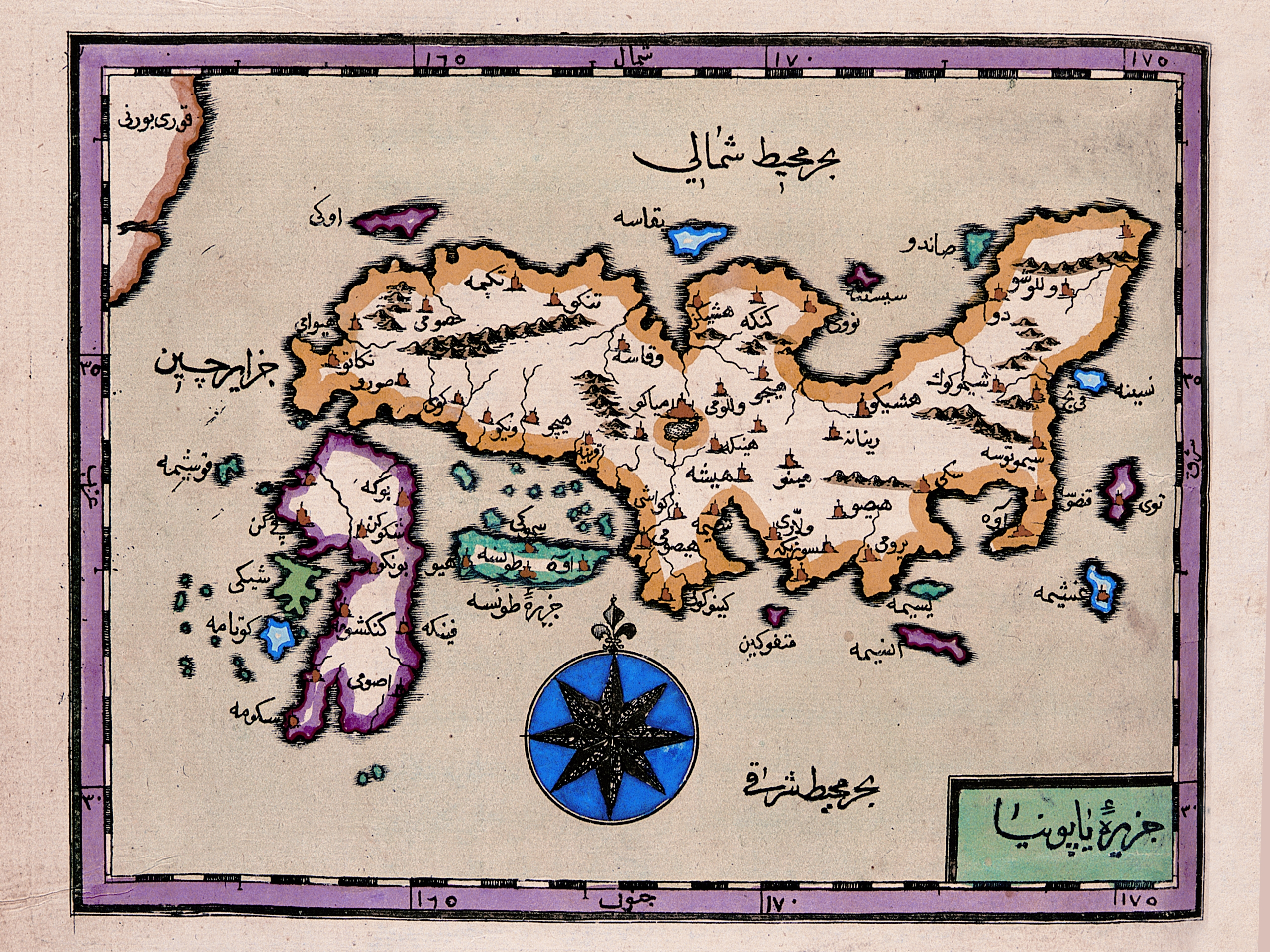
رسم إبراهيم متفرقة عن خارطة اليابان

إبراهيم متفرقة (1674-1744) هو دبلوماسي وناشر وخبير اقتصادي، وأديب وفلكي ومؤرخ وعالم إسلامي. منشئ أوَّل آلة للطباعة بالحرف العربي في الدولة الإسلامية.

## نشأته
ولد في المجر لأبوين يعتنقان المسيحية. أسره الجيش العثماني أثناء غزوه للمجر، أُحضر إلى الأستانة وبيع فيها واعتنق الإسلام فأعتق. فانصرف إلى دراسة العلوم الدينية، أرسله الباب العالي في مهمة سياسية إلى الأمير أوجين سنة 1715. أُلحق بخدمة فرنسيس راكوزى زعيم المجريين المتذمرين الذي هاجر إلى تركيا وعاش فيها.
شغل إبراهيم في الوقت نفسه وظيفة ترجمان الباب العالي، وعُيّن سفيراً لبلاده في بولونيا (1737)، واشترك في الحرب ضد النمسا. ندبه السلطان لمهام سياسية هامة، ومات عند عودته من إحداها إلى الأستانة 1744. أنشأ أول دار للطباعة في الأستانة 1727، وكانت باكورة مطبوعاتها (قاموس وانقولى) في جزءين 1729.

## انجازاته العلمية
قام بإنشاء أوَّل مطبعة في الدولة الإسلامية، وتعتبر هذه المطبعة أول مطبعة إسلامية نشرت كتبًا عربية في الأستانة، وأصدرت عام 1728م تاريخ الحاج خليفة بعنوان تحفة الكبار في أسفار البحار، وهو باكورة مطبوعاتها العربية.
ألّف إبراهيم وترجم عدة كتب مثل «رسالة إسلامية» التي كتبها عام 1710 موضحًا أسباب انتقاله من المسيحية إلى الإسلام وضمّنها انتقادًا شديدًا للكاثوليكية والباباوية، مع توضيح أن الإسلام خاتم الرسالات وكيف أن الكتب السابقة كانت تبشر بسيدنا محمد [صلى الله عليه وسلم]. وضع كذلك من ضمن مؤلفاته الهامة رسالة «وسيلة الطباعة» التي وضَّح فيها أهمية المطبعة في حياة الشعوب، وكيف أن الكتاب المطبوع رخيص الثمن مقارنة بالكتاب المخطوط سيكون أفيد بكثير في نشر المعارف وخدمة طلبة العلم وقُدم إلى الصدر الأعظم، أما الرسالة الثالثة فهي «أصول الحكم في نظام الأمم» وهي رسالة وضعها بناءً على طلب السلطان «محمود الأول» [1730-1754] لتشخيص العلل والمشاكل التي تواجه الدولة وكيفية التغلب عليها.
يرتبط اسم إبراهيم بتأسيس أول مطبعة إسلامية عثمانية رسمية في الدولة تطبع الكتب بالتركية العثمانية ذات الحروف العربية، فقد كرَّس جهودًا كبيرة للترويج للفائدة التي ستعود على المجتمع العثماني بتأسيس المطبعة، وحَمل على عاتقه اختيار العناوين التي ستطبعها هذه المطبعة، واستمر لسنوات في تجريب عملية الطباعة بشكل شخصي قبل أن تتبنى الدولة الاختراع بشكل رسمي بحثٍّ كبير منه، فعمل على استقدام آلات الطباعة من أوروبا مجريًا تجارب الطباعة في منزله بمنطقة «فاتح» بإسطنبول قبل أن يحصل على إذن رسمي بذلك.
ثم قامت تركيا بعد ذلك بإنشاء دار الطباعة في إسطنبول في عام 1796م، بعد أن نقلت إليها متبقيات مطبعة إبراهيم متفرقة بعد أن اشترتها الحكومة، والتي أخذت تنشر الكتب باللغة العربية.

## روابط خارجية
- إبراهيم متفرقة على موقع الموسوعة البريطانية (الإنجليزية)